# Морава (Болгарія)
Мора́ва (болг. Морава) — село у Великотирновській області Болгарії. Входить до складу общини Свиштов.

## Населення
За даними перепису населення 2011 року у селі проживали 1066 осіб.
Національний склад населення села:
| Національність   | Кількість осіб | Відсоток |
| ---------------- | -------------- | -------- |
| болгари          | 945            | 94,4%    |
| цигани           | 28             | 2,8%     |
| турки            | 17             | 1,7%     |
| інша             | 7              | 0,7%     |
| не визначились   | 4              | 0,4%     |
| Всього відповіли | 1001           |          |

Розподіл населення за віком у 2011 році:
Динаміка населення: